# 디즈니 스타
Disney Star (디즈니 스타)는 인도 지역을 대상으로 방송하는 위성 텔레비전 방송그룹이다. 월트 디즈니 컴퍼니가 대주주이다.

## 개요
- 본사는 인도에 있으며 호주에도 송전국이 있습니다.
- 8개 언어로 100개국에 거주하는 7억명을 대상으로 방송하고 있으며 대한민국에도 방송 전파가 도달하여 방송 시청이 가능하다.

## 주요 방송채널
- 스타무비스(STAR Movies):1994년 스타TV네트워크에서 방송이 중단된 BBC 월드를 대체하기 위해 세워진 방송국으로 영어권 국가의 영화를 방송하고 있으며 남아시아, 인도, 서남아시아, 중국을 방송대상으로 삼고있다.
- 스타월드(STAR World):아시아 지역에 영미권의 인기 프로그램을 방송하고 있다.
1992년 스타플러스(STAR Plus)라는 이름으로 개국하였으나 인도지역의 방송 파트너였던 ZEE 텔레비전(ZEE TV)과의 협력관계가 끊어지면서 힌두어권 시청자를 대상으로 한 방송국에 플러스라는 이름이 붙여지게 되고 이전의 스타플러스가 월드라는 이름으로 정식적으로 개국하였다.
- 채널 V(Channel V):1994년 MTV남아시아 채널과 협력관계를 끊고 지엠에이와 협력관계를 맺으면서 만들어진 음악 채널로 여러 국가에 그 지역의 음악을 중점적으로 방송하는 지역채널이 있으며 대한민국에 2001년 4월 15일 오전 0시에 런칭되었다.
- 스타스포츠(STAR Sports):1991년 세워진 스포츠 채널로 잉글랜드 프리미어리그의 아시아 공식 방송채널이기도 하다. 스타스포츠의 전신은 프라임 스포츠(Prime Sports)다. 대한민국에 스포츠2가 개국하였다.
- 베이비TV(BabyTV):2003년 이스라엘에서 처음 방송되었으며 한국에 3세이하 아이들을 대상으로 방송을 실시한다.
- 스타플러스(STAR Plus):1995년 원래 인도 지역의 방송 파트너였던 지 텔레비전과의 협력관계를 끊으면서 기존 채널의 이름을 바꿔 개국하였으며 힌디어권의 인기 프로그램을 방송하고 있다.
- 스타웃사브(STAR Utsav):2004년 개국한 힌디어 채널로 스타 플러스의 인기 프로그램을 재방송하고 있다.
- 스타바하라트(STAR Bharat):2005년 전신인 스타원(STAR One)으로 개국한 힌디어권 엔터테인먼트 채널이다.
- 스타골드(STAR Gold):2000년 개국한 영화채널로 힌디어 영화를 방송하고 있다.
- 스타비자이(STAR Vijay):2000년 개국한 엔터테인먼트 채널로 타밀어로 방송하고 있다.
- ABP뉴스(ABP News):1998년 개국한 힌디어 뉴스채널이다.
- ABP아난다(ABP Ananda):2005년 개국한 뉴스채널로 벵골어로 방송을 하고 있다.
- ABP마쟈(ABP Majha):2007년 개국한 뉴스채널로 마라티어로 방송을 하고 있다.
- 스타크리켓(STAR Cricket):2007년 개국한 크리켓 전문방송채널이다.
- 스타잘샤(STAR Jalsha):2008년 개국한 엔터테인먼트 채널로 벵골어로 방송하고 있다.
- 스타프라바(STAR Pravah):2008년 개국한 엔터테인먼트 채널로 마라티어로 방송하고 있다.

### 교양채널
- 내셔널 지오그래픽(National Geographic):개국으로 미국(애칭 쌀국, 왜국)으로 방송하였다. 현재 디즈니에 인수
- 냇지오 피플(Nat Geo People):1999년 개국 당시 어드벤처1(Adventure One)이라는 이름으로 개국하였으나, 2007년 냇지오 어드벤쳐(Nat Geo Adventure)를 거쳐 2014년부터 현재의 이름으로 바뀌었으며 환경이슈, 자연과학, 야외활동 등을 중심으로 방송하고 있으며, 한국에도 송출중이다. 현재 디즈니에 인수
- 냇지오 와일드(Nat Geo Wild):2006년 개국하였으며 동물관련 다큐멘터리를 중심으로 방송하고 있다. 현재 디즈니에 인수
- 내셔널 지오그래픽 채널 HD(National Geographic Channel HD):2006년 방송을 개시한 HD 다큐멘터리 채널로 아직 몇몇 국가에서만 방송되고 있다. 현재 디즈니에 인수
- 폭스 엔터테인먼트 앤 트래블(Fox Entertainment & Travel Channel):한국을 위한 엔터테인먼트 채널이다.

## 같이 보기
- 스타 (디즈니+)
- 폭스 네트웍스 그룹